# 江苏旅游职业学院
江苏旅游职业学院是位于江苏省扬州市的一所省属公办全日制普通高等专科学校。

## 历史
- 江苏旅游职业学院创办于1959年，前身为扬州市饮食公司烹饪学校，其后改名为扬州市烹饪学校、扬州市商业学校、扬州市商业技工学校、江苏省扬州商业技工学校、江苏省扬州商业学校、江苏省扬州商务高等职业学校(江苏联合职业技术学院扬州商务分院)等。[1]
- 2017年，江苏省扬州商务高等职业学校（江苏联合职业技术学院扬州商务分院）改名为江苏旅游职业学院。[1]

## 学院设置
截止2025年6月，江苏旅游职业学院有9个院部：
- 烹饪科技学院
- 旅游管理学院
- 工艺美术学院
- 国际商务学院
- 经济管理学院
- 信息工程学院
- 马克思主义学院
- 基础部
- 体育部

## 校区简介
江苏旅游职业学院有九龙湖、扬子津、瘦西湖等三个校区，总面积1226亩，九龙湖校区为主校区。

### 九龙湖校区
江苏旅游职业学院九龙湖校区位于扬州市邗江区毓秀路88号，占地893亩，2016年12月开工建设，2018年9月投入使用。

### 扬子津校区
江苏旅游职业学院扬子津校区占地320亩。

### 瘦西湖校区
江苏旅游职业学院瘦西湖校区位于扬州市邗江区四望亭路180号，占地11亩。